# Powerwolf

Logotyp zespołu

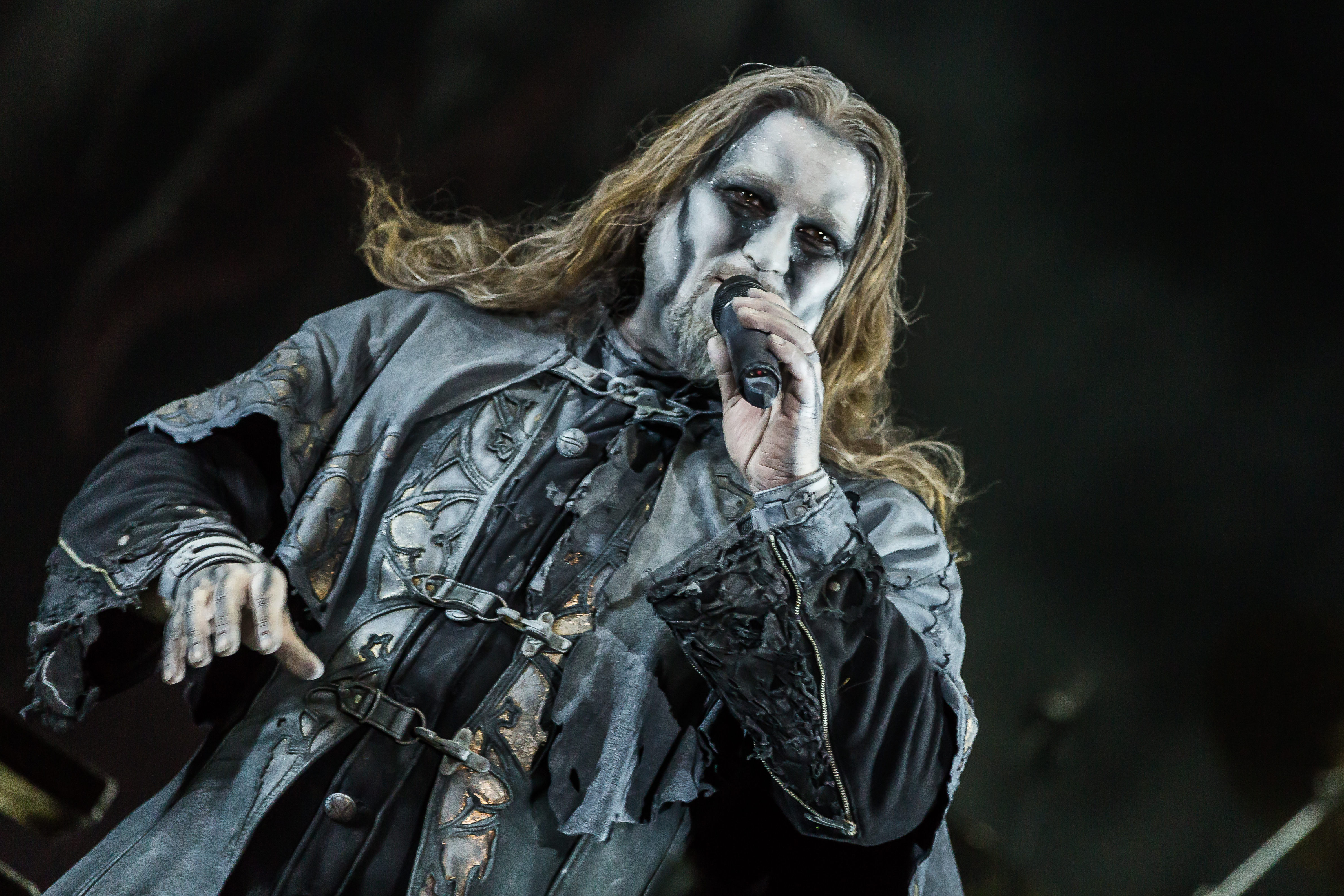
Attila Dorn, 2018

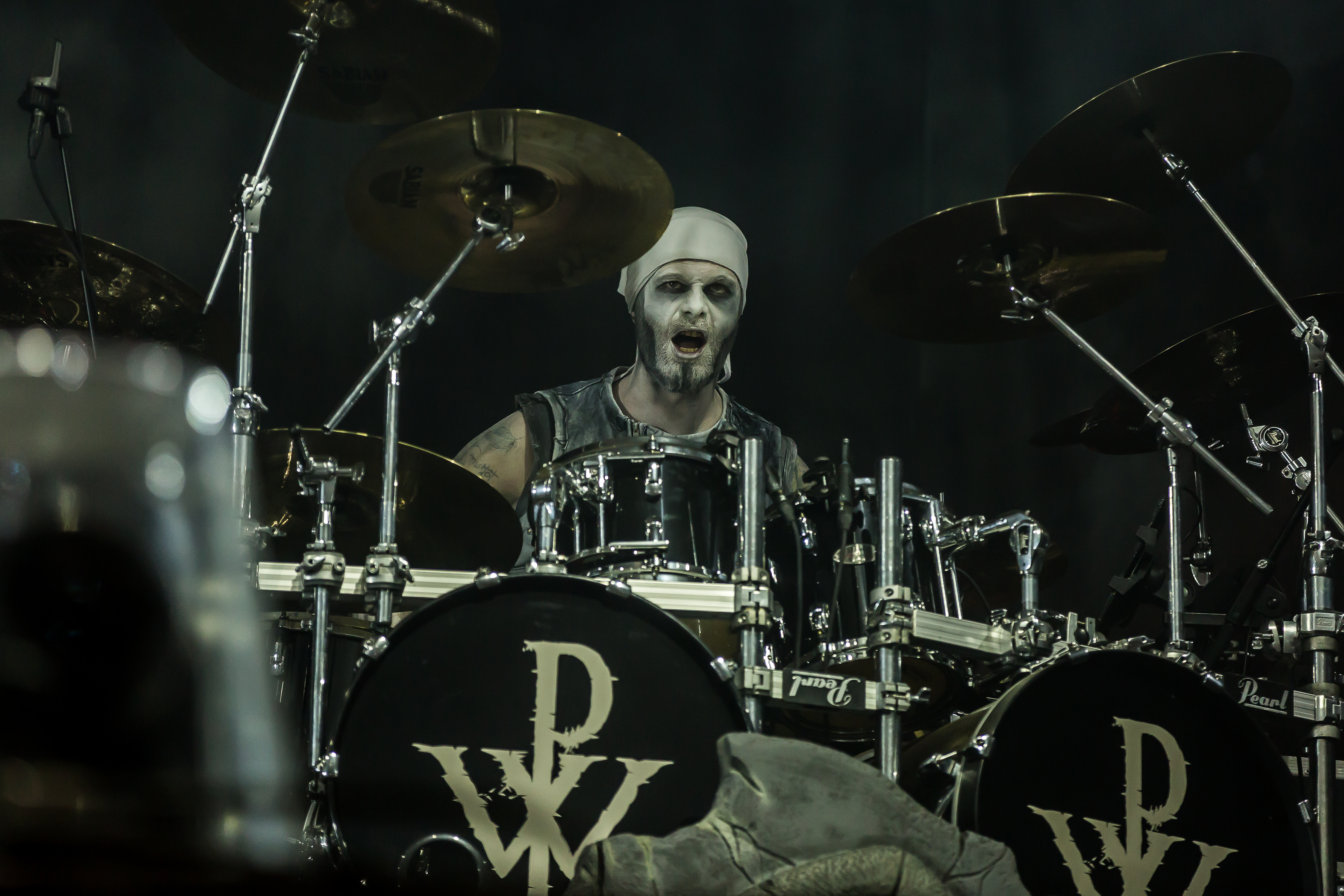
Roel van Helden, 2018

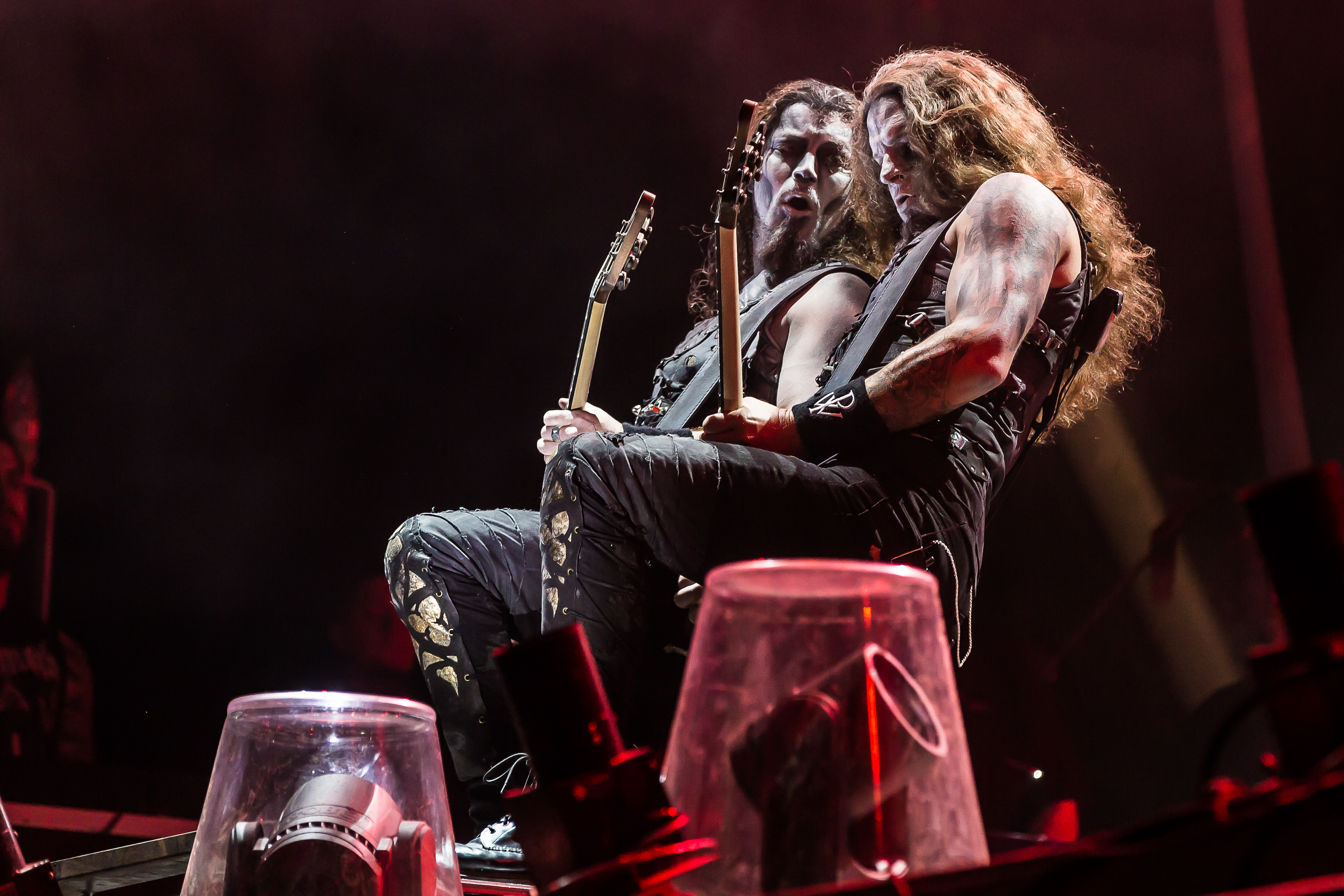
Matthew i Charles Greywolf, 2018

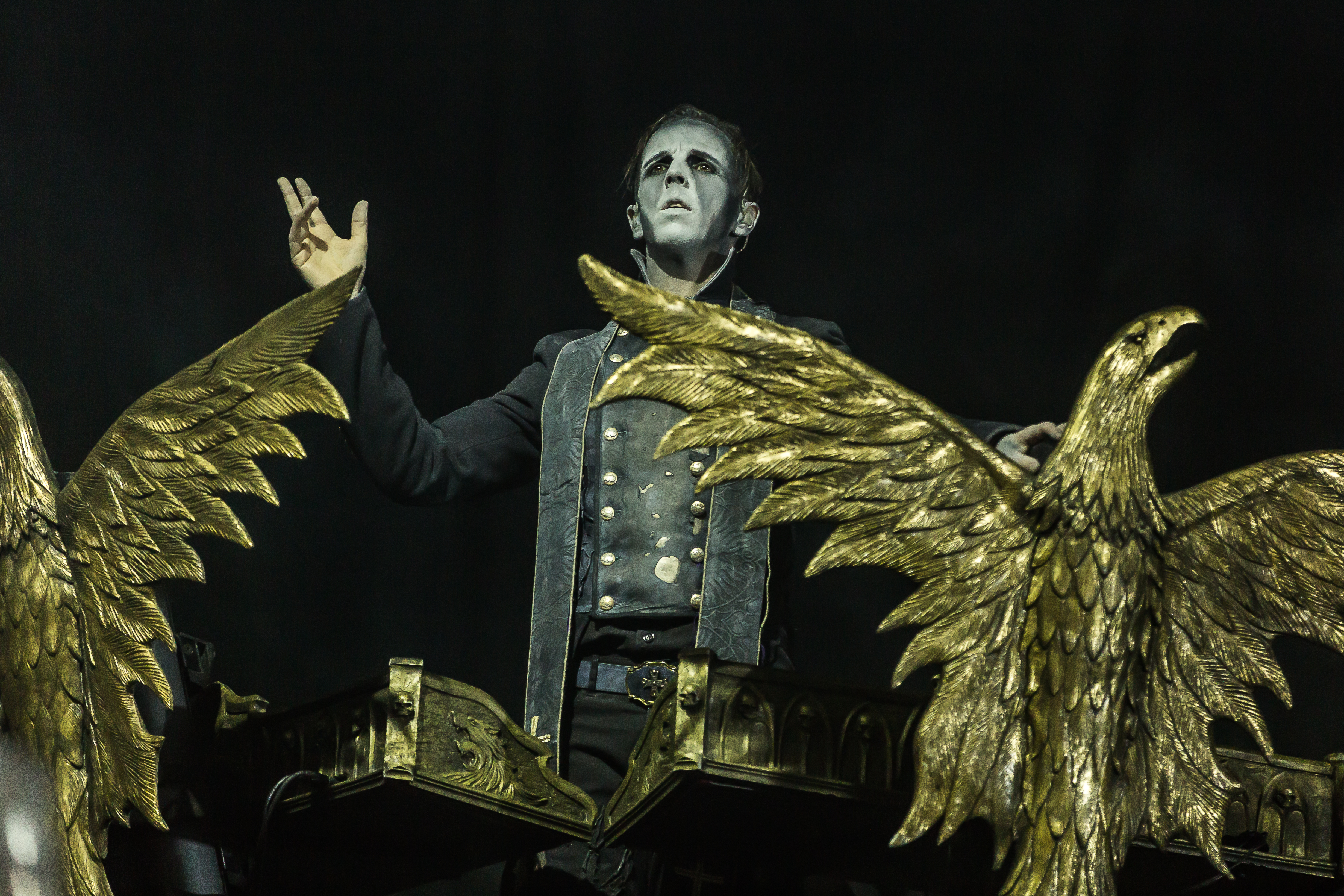
Falk Maria Schlegel, 2018

Powerwolf – niemiecki zespół tworzący muzykę powermetalową, powstały w 2003 roku w Saarbrücken.
Członkowie zespołu posługują się pseudonimami. Charakteryzuje się motywami zaczerpniętymi z wierzeń i legend znanych z kultury rumuńskiej – to jest wilkołaków czy wampirów.
W swojej twórczości zespół ukazuje także negatywne strony religii chrześcijańskiej, dokonując tego w sposób często ironiczny, czy humorystyczny.

## Historia

### 2003–2009
Powerwolf powstał w 2003 roku z inicjatywy byłych członków stoner rockowego zespołu Red Aim. Po założeniu zespołu jego członkowie przybrali pseudonimy sceniczne i wymyślili historie wokół nich. Według oficjalnej wersji podawanej przez zespół, w roku 2003 bracia Charles i Matthew Greywolf postanowiła utworzyć formację muzyczną Powerwolf. Wkrótce do zespołu dołączył keyboardzista Falk Maria Schlegel i francuski perkusista Stéfane Funèbre. Duże trudności stanowiło dobranie odpowiedniego wokalisty; ten natomiast znalazł się przypadkowo. Zespół rozpoczął już działalność, kiedy to podczas wakacji w mieście Sighișoara w Rumunii bracia Greywolf poznali Attilę Dorna: studenta głosu operowego na Królewskiej Akademii Muzycznej w Bukareszcie. Dorn przeprowadził się do Saarbrücken i został liderem zespołu. Jego zamiłowanie do legend dotyczących wilkołaków przypadło do gustu pozostałych członków grupy. Zaowocowało to wydaniem 4 kwietnia 2005 roku debiutanckiej płyty Return in Bloodred.
W 2007 wydali album koncepcyjny Lupus Dei opowiadający o wilku, który z żądnego krwi staje się posłuszny Bogu.
27 kwietnia 2009 roku stał się datą wydania trzeciej płyty tego zespołu, zatytułowanej Bible of the Beast. Jest to zarazem ostatnia płyta w której za perkusją zasiada Stéfane Funèbre.

### 2010–2011
2 marca 2010 Stéfane Funèbre opuścił zespół. Zastąpił go Tom Diener. Powerwolf ogłosili to na swoim blogu w serwisie Myspace. Falk Maria Schlegel ogłosił ich nowy album w listopadzie 2010 roku.
28 maja 2011 zespół ogłosił na swojej stronie internetowej, że Toma Dienera zastąpił holenderski perkusista Roel van Helden.
Zespół wydał swój pierwszy singiel „Sanctified with Dynamite” 24 maja 2011, a 5 lipca tego samego roku drugi zatytułowany „We Drink Your Blood”, do którego został nagrany pierwszy teledysk w historii zespołu.
Ich czwarty album Blood of the Saints został wydany 29 lipca 2011 w Europie i 2 października w Stanach Zjednoczonych.

### 2012–2013
W 2012 wydał minialbum Wolfsnächte 2012 Tour EP, na którym znajdowały się również piosenki zespołów Mystic Prophecy, Stormwarrior i Lonewolf. Epka zawierała wcześniej nieopublikowany utwór Powerwolf pt. „Living on a Nightmare”. Kopie płyty były dodatkiem do biletów na trasę koncertową Wolfsnächte Tour. W tym samym roku został również wydany pierwszy album koncertowy zespołu zatytułowany Alive in the Night. Był dodatkiem do kwietniowego wydania magazynu Metal Hammer.
13 października 2012 Powerwolf podpisał umowę z austriacką wytwórnią płytową Napalm Records. EP The Rockhard Sacrament zostało wydane 22 czerwca 2013. Zespół wydał singiel „Amen & Attack” 28 czerwca.
Preachers of the Night zostało wydane 18 lipca 2013. Album dostał pierwsze miejsce na oficjalnej niemieckiej liście sprzedaży.

### 2014–2016
W 2014 Powerwolf wydali box sety The History of Heresy I i The History of Heresy II.
Singiel „Army of the Night” został wydany 8 maja 2015, a „Armata Strigoi” 5 czerwca. Promowali nowy album zespołu Blessed & Possessed, który został wydany 17 lipca 2015.
Powerwolf wydali swój pierwszy album wideo The Metal Mass – Live 27 lipca 2016 w Japonii i 29 lipca w Europie. Zawierał nagrania z trzech koncertów: Masters of Rock 2015, Summer Breeze 2015 i Wolfsnächte Tour 2015, teledyski do utworów „Amen & Attack”, „Army of the Night”, „We Drink Your Blood” i „Sanctified with Dynamite”, film dokumentalny o festiwalu „A Day At Summer Breeze” i dokument o trasie koncertowej „Kreuzweg – Of Wolves And Men”.

### 2017–2020
10 października 2017 Powerwolf ogłosili na Facebooku prace nad ich nowym albumem. Tytuł albumu został później ujawniony jako The Sacrament of Sin. Został wydany 20 lipca 2018.
1 listopada 2019 zespół wydał singiel „Kiss of the Cobra King”, który zapowiadał kompilację najlepszych utworów Best of the Blessed.

### 2021
19 stycznia 2021 zespół zapowiedział wydanie nowej płyty pt. Call of the Wild, a 31 marca ujawniono okładkę (zaprojektowaną przez Zsofię Dankovą) oraz zapowiedziano dzienną datę wydania albumu – 9 lipca 2021. 20 maja ukazał się singel „Beast Of Gévaudan”, a 24 czerwca – „Dancing With The Dead”. Mimo zapowiedzi wydania albumu 9 lipca, album ukazał się 16 lipca.

### 2022–2023
25 marca 2022 roku zespół wydał singel zatytułowany „Sainted by the Storm”, a w swoim poście na Instagramie zapewnił, że nie jest on znakiem nowego albumu, a po prostu singlem. 11 października tego samego roku został wydany singel pt. „My Will Be Done”, a 28 listopada zespół zapowiedział wydanie albumu studyjnego zatytułowanego Interludium, który ukazał się 7 kwietnia 2023 roku.

## Muzycy
| Obecny skład zespołu - Attila Dorn – śpiew (od 2003) - Matthew Greywolf – gitara (od 2003) - Charles Greywolf – gitara basowa (od 2003), gitara (od 2011) - Falk Maria Schlegel – instrumenty klawiszowe (od 2003) - Roel van Helden – perkusja (od 2011) |  | Byli członkowie zespołu - Stéfane Funèbre – perkusja (2003–2010) - Tom Diener – perkusja (2010–2011) Muzycy koncertowi - Fabian Schwarz – gitara (2012) - Markus Pohl – gitara (2016) |

Oś czasu

## Styl
Muzyka grana przez zespół była głównie opisywana jako power metal, heavy metal, speed metal, metal symfoniczny i gothic metal. Czasami jest również uznawana za metal progresywny, metal neoklasyczny, doom metal, hard rock, „werewolf metal” i „vampire metal”.
Power metal grany przez Powerwolf znacznie różni się od innych zespołów tego gatunku. Oprócz klasycznych instrumentów metalowych używane są organy. Dla albumów studyjnych nagrywany był chór kościelny. Zespół za swoje główne wpływy muzyczne uważa Black Sabbath, Mercyful Fate, Forbidden i Iron Maiden.
Głównym językiem tekstów utworów zespołu jest angielski, ale zdarzają się też teksty po łacinie („Werewolves of Armenia”, „Lupus Dei”, „Kreuzfeuer”, „Stossgebet”) i rzadko po niemiecku („Moscow After Dark”, „We Take the Church by Storm”, „Werewolves of Armenia”, „Kreuzfeuer”, „Amen & Attack”, „Stossgebet”). Teksty są inspirowane religią chrześcijańską i starymi rumuńskimi wierzeniami. Powerwolf nie uznają się za religijny zespół, uważają, że lepiej jest go określić jako duchowy.
Na pytanie czy jest chrześcijaninem, czy satanistą, Matthew Greywolf odpowiedział: „Jestem metalistą, fanem metalu. Metal jest moją religią. Spójrz na tych wszystkich ludzi. Co ich łączy? Mogę ci powiedzieć, to pieprzony metal”.
Ważnymi elementami koncertów Powerwolf są zaangażowanie widowni i pirotechnika. Wokalista Attila Dorn często odzywa się do widowni i angażuje ją w różnych zajęciach, takich jak śpiewanie lub krzyczenie przed zapowiedzią następnej piosenki. Zespół nazywa swoje koncerty „heavymetalowymi mszami” (ang. „heavy metal mass”).

## Dyskografia

### Albumy studyjne
- Return in Bloodred (2005)
- Lupus Dei (2007)
- Bible of the Beast (2009)
- Blood of the Saints (2011)
- Preachers of the Night (2013)
- Blessed & Possessed (2015)
- The Sacrament of Sin (2018)
- Call of the Wild (2021)[26]
- Interludium (2023)
- Wake Up The Wicked (2024)

## Trasy koncertowe
- Europe in Bloodred Tour 2005
- Grave Digger Tour 2007 (z Grave Digger)
- Metal is our Mission Tour 2008 (z Brainstorm i Pagan’s Mind)
- Bible of the Beast Tour 2010
- Power of Metal Tour 2011 (z Sabaton, Grave Digger i Skull Fist)
- Wolfsnächte Tour 2012 (z Mystic Prophecy, Stormwarrior i Lonewolf)
- Wolfsnächte Tour 2013 (z Majesty, Battle Beast, Ashes of Ares i Wisdom)
- Wolfsnächte Tour 2015 (z Orden Ogan, Xandria i Civil War)
- Blessed & Possessed Tour 2016 (z Battle Beast i Serenity)
- Wolfsnächte Tour 2018 (z Amaranthe i Kissin’ Dynamite)
- The Sacrament of Sin Tour 2019 (z Gloryhammer)
- Berserker Latin America 2020 (z Amon Amarth)

## Nagrody i wyróżnienia
| Rok  | Kategoria                                           | Nagroda                | Nota      |
| ---- | --------------------------------------------------- | ---------------------- | --------- |
| 2010 | Metal Anthem 2010 („Raise Your Fist, Evangelist”)   | Plebiscyt Metal Hammer | Nominacja |
| 2011 | Newcomer of the year                                | Plebiscyt Metal Hammer | Nagroda   |
| 2011 | Power metal album of the year (Blood of the Saints) | Plebiscyt Metal Hammer | Nagroda   |
| 2013 | Best German band                                    | Plebiscyt Metal Hammer | Nominacja |
| 2013 | Best Live Band                                      | Plebiscyt Metal Hammer | Nominacja |
| 2014 | Best German band                                    | Plebiscyt Metal Hammer | Nominacja |
| 2014 | Best Live Band                                      | Plebiscyt Metal Hammer | Nominacja |
| 2015 | Best German band                                    | Plebiscyt Metal Hammer | Nagroda   |
| 2016 | Best Live Band                                      | Plebiscyt Metal Hammer | Nominacja |
| 2017 | Best Live Band                                      | Plebiscyt Metal Hammer | Nominacja |
| 2018 | Best album of the year (The Sacrament of Sin)       | Plebiscyt Metal Hammer | Nagroda   |